# Abdallah ibn al-Abbas
Abdallah ibn al-Abbas, även kallad Ibn Abbas, född 619, död 688 i Taif, var en följeslagare till den islamiske profeten Muhammed, en av de största lärda under islams begynnelse och den första korantolkaren. Han var son till Abbas ibn Abd al-Muttalib och kusin till Muhammed. Abdallah ibn al-Abbas är den mest berömde sagesmannen för traditioner rörande Muhammeds liv och korantolkningen.